# 시노하라촌 (시즈오카현)
시노하라촌(篠原村)은 시즈오카현 후치군·하마나군에 있던 촌이다. 현재의 하마마쓰시 주오구에 해당한다.

## 역사
- 1889년 4월 1일 - 정촌제 시행에 의해 후치군 시노하라촌이 성립하였다.
- 1896년 4월 1일 - 군 개편에 의해 하마나군에 속하게 되었다.
- 1961년 6월 20일 - 하마마쓰시에 편입해,동일 시노하라촌은 폐지되었다.

## 교통

### 철도
- 일본국유철도
  - 도카이도본선

### 버스
- 엔슈 철도 버스
  - 하마나선(10・12)
  - 오자와토와선(16・16-4)

## 참고문헌
- 『市町村名変遷辞典』東京堂出版、1990年。